# Fresneaux-Montchevreuil
Fresneaux-Montchevreuil korábbi község Franciaországban, Oise megyében. Lakosainak száma 755 fő (2018. január 1.). Fresneaux-Montchevreuil Bachivillers, Beaumont-les-Nonains, Le Mesnil-Théribus, Pouilly, Senots és Les Hauts-Talican községekkel határos.
2019. január 1-jén Bachivillers korábbi községgel egyesült és az így létrejött Montchevreuil új község része lett.

## Népesség
A település népességének változása:
| Lakosok száma | 771  | 770  | 782  | 760  | 755  |
|               | 2013 | 2015 | 2016 | 2017 | 2018 |